# Polsko-československá solidarita

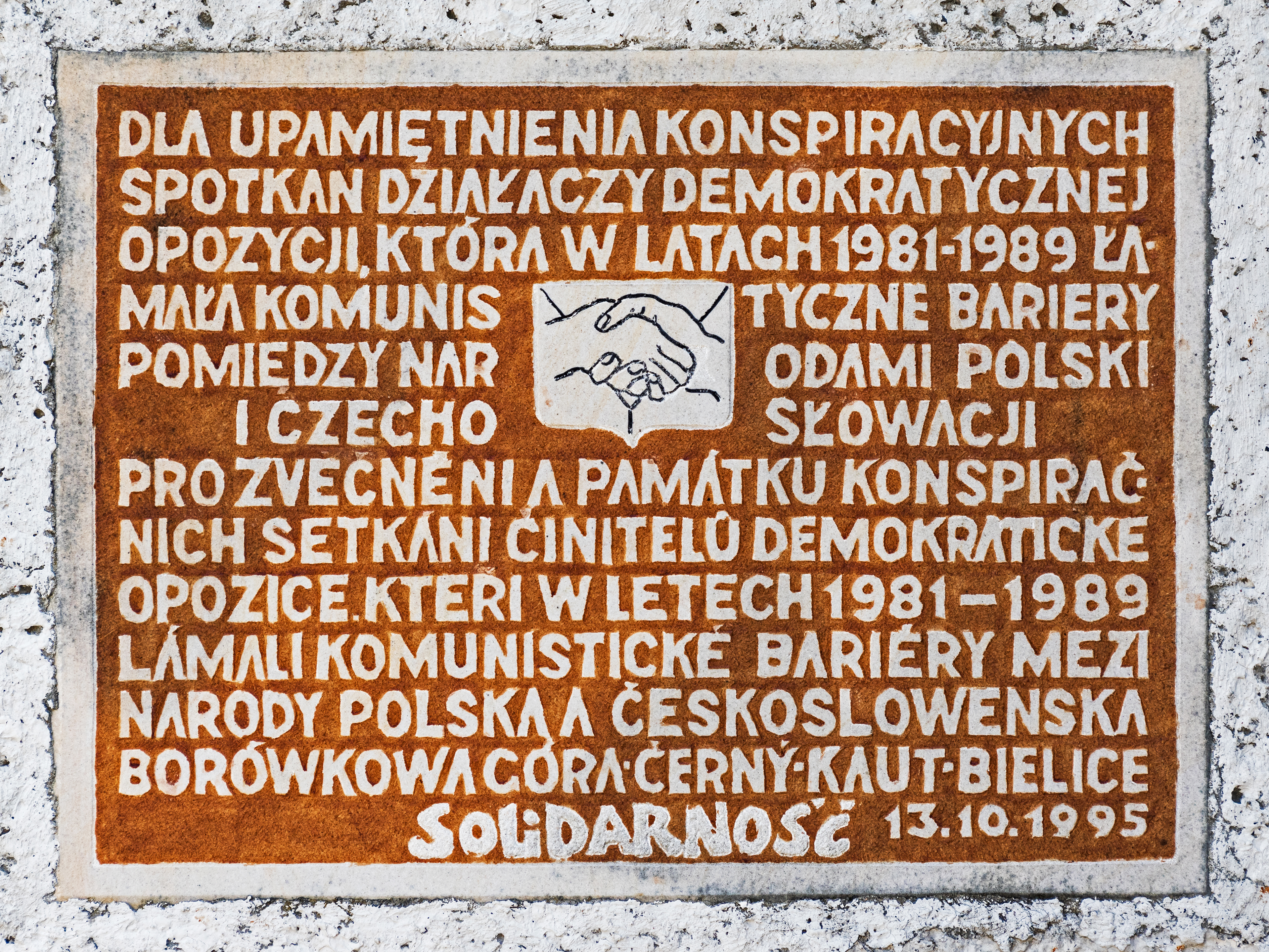
Pamětní deska

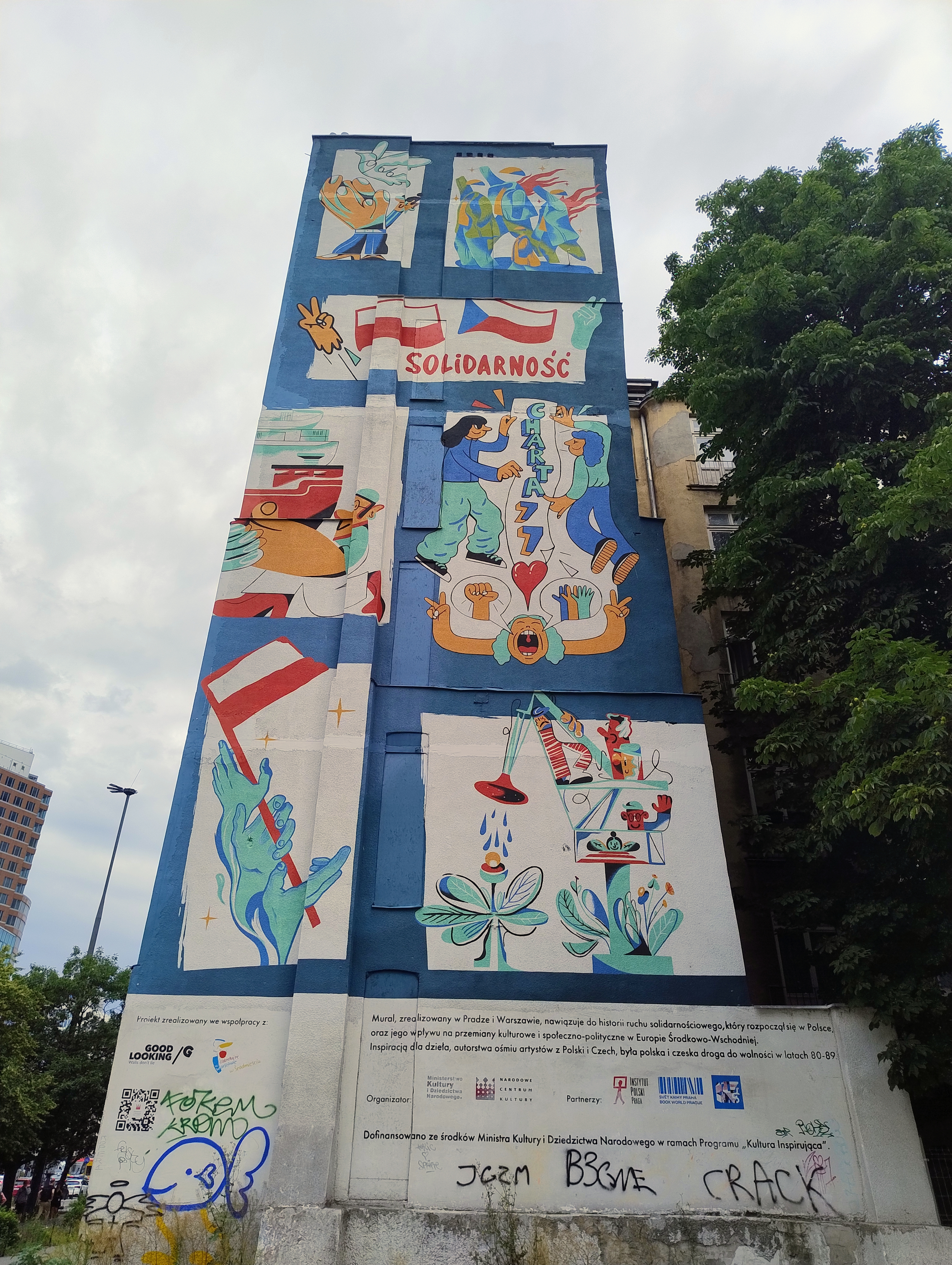

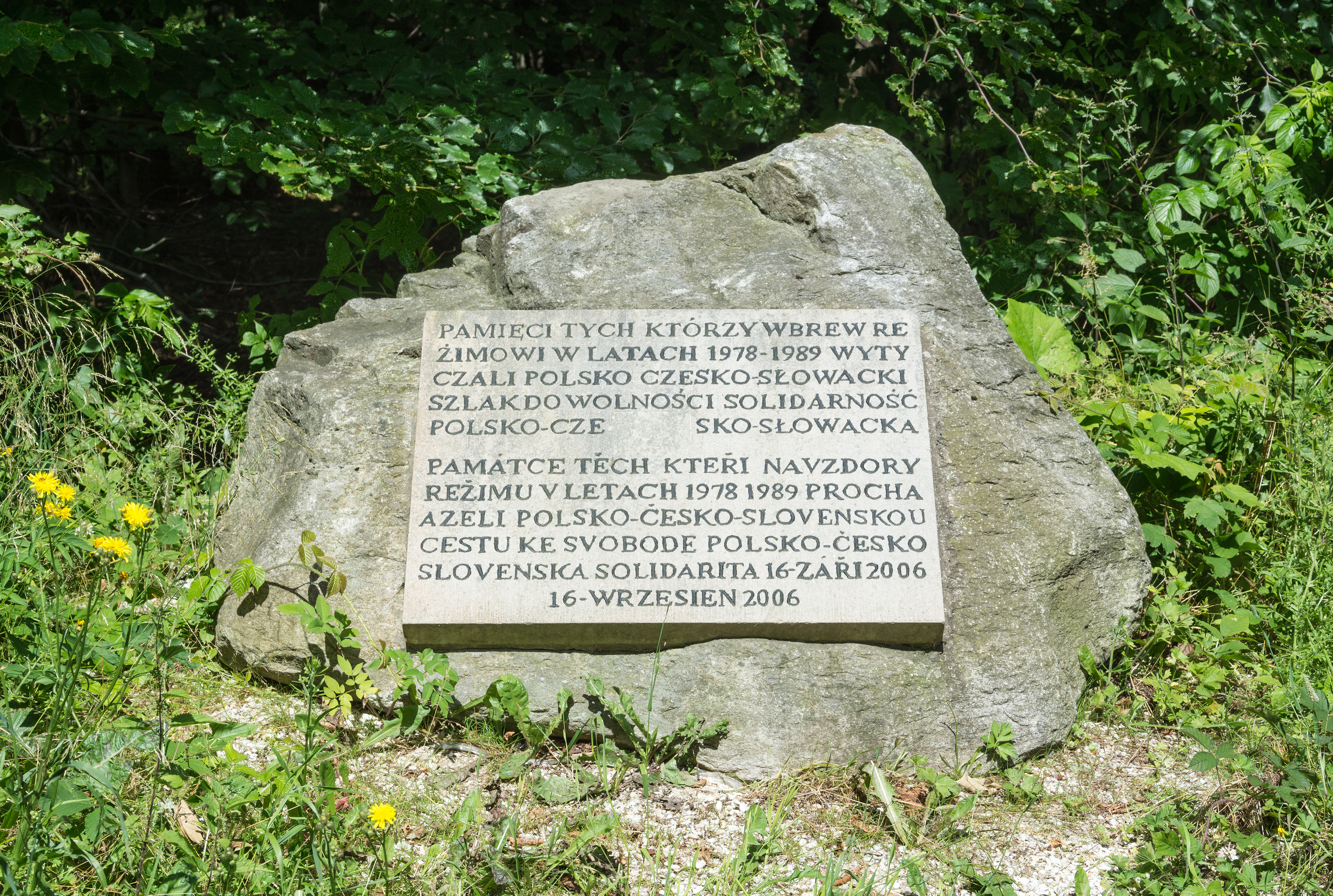
Pamětní deska

Polsko-československá solidarita, také Polsko-česká solidarita, Polsko-česko-slovenská solidarita (pol. Solidarność Polsko-Czesko-Słowacka, také Solidarność Polsko-Czeska, také Solidarność Polsko-Czechosłowacka, také Solidarność Międzynarodowa, slov. Poľsko-česko-slovenská solidarita, také Poľsko-československá solidarita, angl. Polish-Czech-Slovak Solidarity, také Polish-Czechoslovak Solidarity, také Polish-Czech Solidarity) – mezinárodní opoziční skupina, která vznikla na počátku osmdesátých let 20. století. Po roce 1989 se transformovala v občanská sdružení působící v Polsku a Československu, resp. České republice.

## Vznik Polsko-československé solidarity
Spolupráce československých a polských opozičních skupin v sedmdesátých a osmdesátých let představuje významnou kapitolu z dějin vztahů mezi oběma satelity sovětského bloku. Oponenti komunistického systému dokázali najít společná témata a navázat intenzivní osobní kontakty. Motivy pro rozvíjení vzájemné spolupráce často souvisely se zájmem o polskou nebo československou historii, kulturu a blízký jazyk, který u řady disidentů sahal hluboko do minulosti. Důležitou roli sehrály také osobní a příbuzenské vztahy. Zásadním společným tématem byl prožitek událostí roku 1968, zejména potlačení Pražského jara, na kterém se podílely polské jednotky. Významně přispěl k formování pozdější sounáležitosti disidentských hnutí v obou zemích, která ovšem zejména v osmdesátých letech kontrastovala s převažujícími historickými stereotypy v obou společnostech. Jejich kořeny sice sahají až do období po první světové válce, ale zásadní posílení doznaly v osmdesátých letech v souvislosti s negativně orientovanou propagandou, kterou vůči Polsku vyvíjel československý komunistický režim na počátku osmdesátých let. V důsledku obav z přenesení polské krize do Československa se v tomto období také výrazně zhoršily možnosti cestovního styku mezi oběma státy.
Rozsah a pestrost forem spolupráce polských a československých disidentů nemají ve srovnání s ostatními státy sovětského bloku obdobu. Mezi její hlavní protagonisty patřili zpočátku představitelé Výboru na obranu dělníků a Charty 77. Nejdříve se jejich vztahy omezovaly na vydávání veřejných prohlášení s projevy solidarity a nabídkou spolupráce. Nejvýznamnější ohlas získaly v roce 1978 dvě osobní schůzky disidentů v Krkonoších na Cestě polsko–československého přátelství, které iniciovala signatářka Charty 77 Anna Šabatová prostřednictvím slovenského studenta pražské FAMU Tomáše Petřivého. Schůzek se zúčastnila řada známých osobností, například Václav Havel, Marta Kubišová, Petr Uhl, Adam Michnik, Jan Lityński, Antoni Macierewicz či Jacek Kuroň. Velká pozornost, kterou tato setkání oponentů komunistického režimu ze dvou států vyvolalo ve světě, byla jistě hlavním důvodem, proč následně proti dalšímu rozvíjení kontaktů zasáhly bezpečnostní složky obou komunistických režimů. Přímé osobní kontakty polských a československých disidentů byly na několik let znemožněny.
Politická situace a postavení disidentských hnutí v obou zemích se na počátku osmdesátých let zcela změnila v důsledku rozsáhlé systémové krize Gierkova režimu. Vznik Nezávislého odborového hnutí Solidarita v létě 1980 znamenal přelom nejen pro Polsko, ale ve svých důsledcích se stal jedním z hlavních příčin následného rozpadu sovětského bloku a hlubokých politických změn ve středoevropském prostoru. Opoziční hnutí v Československu se naopak v tomto období ocitlo v hluboké krizi, která vyplývala z razantního tlaku Státní bezpečnosti. Obava režimu Gustáva Husáka z polské „nákazy“ u domácí společnosti vedla také ke zmíněné rozsáhlé dezinformační protipolské kampani a vytváření záporných historických stereotypů ve vnímání polského národa u značné části československých občanů.

## Činnost Polsko-československé solidarity v první polovině 80. let
Hlavní roli při rozvíjení vzájemných vztahů disidentů sehrála v následujícím desetiletí Polsko–československá solidarita, která vznikla na počátku osmdesátých let v dolnoslezské Vratislavi. Až do roku 1987 působila jako malá konspirativní skupina, kterou založil Aleksander Gleichgewicht, aktivista dolnoslezské pobočky Nezávislého odborového svazu Solidarita. V září 1981 navštívil Československo a osobně domluvil spolupráci s pražskými signatáři Charty 77. Hlavními partnery pro mladé Poláky z Vratislavi se na několik let stali Anna Šabatová a Václav Malý. Hlavním kurýrem se stal lektor češtiny Stanislav Dvořák, původním příjmením Smrtka, který působil na univerzitách ve Vratislavi a Krakově. Poté, kdy byl osloven Poláky, aby pomohl navázat kontakt se signatáři Charty 77, se přihlásil na československém velvyslanectví ve Varšavě a začal spolupracovat se Státní bezpečností. Tajná policie se rozhodla kontrolovat toto spojení, což se ji dařilo do roku 1984.
Po internaci Aleksandera Gleichgewichta v souvislosti s vyhlášením válečného stavu v Polsku v prosinci 1981 převzal jeho roli vratislavský student Mirosław Jasiński, který se rozvíjení kontaktů s disidenty ze sousední země věnoval velmi intenzivně až do konce osmdesátých let. V roce 1984 se vratislavskému okruhu podařilo publikovat společné prohlášení řady známých představitelů polské a československé opozice, mezi nimiž byla také většina z účastníků krkonošských schůzek z roku 1978. Vratislavská skupina tímto způsobem viditelně navázala na předchozí tradici a posílila svou legitimitu pro rozvíjení své činnosti v následujících letech.

## Kruh přátel Polsko–československé solidarity
V druhé polovině osmdesátých let byly opět obnoveny osobní schůzky disidentů z obou zemí na státní hranici, tentokrát nejen v Krkonoších, ale také v Západních Tatrách, Beskydách, Javorníkách a Jeseníkách. Vedle spolupráce mezi vratislavskou skupinou a pražskými signatáři Charty 77 se zásluhou brněnského disidenta Petra Pospíchala podařilo navázat také spolupráci s varšavskými aktivisty podzemní Solidarity. Polští aktivisté pomáhali svým kolegům ze sousední země s tiskem samizdatů a dodáváním techniky od exilových skupin. Společné fotografie známých disidentů z větších setkání pomohly získat publicitu zejména v západním prostředí, kde se záhy staly nedílnou součástí obrazu činnosti disidentských hnutí v sovětském bloku. Polsko–československá solidarita rozšířila v tomto období formy své svou činnosti a začala působit také v dalších příhraničních regionech. V červenci 1987 polští a českoslovenští disidenti společně ohlásili vznik Kruhu přátel Polsko–československé solidarity (pol. Krąg przyjaciół Solidarności Polsko–Czechosłowackiej), která se stala první mezinárodní opoziční skupinou uvnitř sovětského bloku se zveřejněnými jmény svých členů. Vedle konspirativních aktivit se polští členové v tomto období soustředili na pořádání veřejných nátlakových akcí na podporu československé opozice.
Činnost Polsko–československé solidarity nepředstavovala zdaleka jedinou podobu neformálních kontaktů mezi oběma společnostmi v období komunistického režimu. Od padesátých let například existovala osobní spolupráce podzemních struktur české a slovenské katolické církve s polskými duchovními a řeholníky. Spojení udržovali také Svědkové Jehovovi, neformální vazby existovaly i mezi uměleckými a dalšími okruhy. Aktivity disidentů však měly jednoznačně největší ohlas a významně ovlivnily politickou situaci v obou zemích na konci osmdesátých let. Polsko–československá solidarita, jejíž kořeny sahají až do počátku osmdesátých let, navíc představuje z typologického hlediska výjimečný příklad mezinárodní opoziční skupiny v sovětském bloku. Neobvyklá je také délka, rozsah a forma aktivit, které postupně dokázala navzdory střeženým státním hranicím vyvíjet s poměrně malým počtem členů na území dvou sovětských satelitů. Spoluvytvářela pozitivní historické tradice, na jejichž základě byly vystavěny polistopadové vztahy mezi oběma státy.

## Formy činnosti
Jádro této skupiny představovali mladí aktivisté z dolnoslezské metropole, kteří efektivně navázali na předchozí kontakty polských disidentů se signatáři Charty 77 z druhé poloviny sedmdesátých let. Vratislavští aktivisté dokázali využít bohaté zkušenosti polské opozice z pořádávání proklamativních akcí, kterými dokázali upoutat pozornost domácí i zahraniční veřejnosti. Mezi jejich akcemi najdeme nejen konspirativní schůzky na „zelené“ hranici, ale také veřejné akce: happeningy, hladovky, pouliční demonstrace a kulturní akce. Od roku 1987 ve Vratislavi vydávali samizdatový Biuletyn Informacyjny Solidarności Polsko–Czechoslowackiej. Polsko–československá solidarita tímto způsobem vytvářela především platformu, na které se mohli sjednotit všichni zájemci o rozvíjení kontaktů napříč státními hranicemi. Její organizátoři dokázali postupně vtáhnout a propojit do svých aktivit také nově vytvořené opoziční skupiny, které začaly v obou zemích působit v druhé polovině osmdesátých let. Je příznačné, že v Československu našli vratislavští aktivisté ohlas zejména mezi členy Výboru na obranu nespravedlivě stíhaných, kteří od počátku podobně pracovali s efektem publicity u konkrétních kauz a nevyhýbali se ani konspirativním formám činnosti. Proslulá setkání disidentů na „zelené“ hranici tak měla v tomto kontextu dvojí úroveň a význam. Vedle symbolických schůzek známých představitelů polské a československé opozice, které zajistily publicitu a ohlas v zahraničí, se v příhraničních horách odehrávaly také menší schůzky, na nichž se také domlouvaly konkrétní způsoby konspirace, pašování samizdatů či techniky a připravovaly se veřejné nátlakové akce. Mirosław Jasiński shrnul tuto dvojí roli proslulých setkání na zelených hranicích: „Bylo to divadelní představení pro mezinárodní publikum, a zároveň tam fungovalo skutečné zákulisí.“

## Činnost po roce 1989
V souvislosti s politickými změnami dokázali také využít nového postavení a iniciovali jako poslanci Sejmu omluvu Polska za účast jeho jednotek na okupaci Československa 21. srpna 1968. Vzájemná spolupráce vyvrcholila na počátku listopadu 1989, kdy ve spolupráci s exilovými skupinami připravili mezinárodní diskusní seminář a přehlídku nezávislé československé kultury ve Vratislavi, kam tehdy přijelo několik tisíc Čechů a Slováků. Atmosféra festivalu předznamenala listopadové události v Československu. Činnost Polsko–československé solidarity pád komunistických režimů v obou zemích neuzavřel. Její členové se soustředili na podporu demokratických hnutí v zemích bývalého Sovětského svazu, úpravu legislativních norem pro cestovní styk mezi Polskem a Československem a na pořádání kulturních akcí v příhraničních regionech. Její členové po nástupu do vysokých státních funkcí pomohli výrazně proměnit diplomatické vztahy mezi oběma státy. Významně se také podíleli na vytvoření projektu Visegradské spolupráce středoevropských států a jejich postupného zapojení do Evropské unie. V Polsku působí také Nadace Polsko-československé solidarity (pol. Fundacja Solidarności Polsko-Czesko-Słowackiej).